# MCND
MCND (en hangul:엠씨엔디|, acrónimo de "Music Creates New Dream") es un grupo surcoreano conformado por cinco integrantes: Castle J, Bic, Minjae, Huijun y Win. Debutaron oficialmente el 27 de febrero del 2020 bajo la agencia TOP Media (agencia fundada por Andy Lee de Shinhwa) con su miniálbum Into the ICE AGE.

## Carrera

### Predebut
En 2016 Castle J, BIC, Minjae, Huijun, Yechan, Sangdu y Yunyoung viajaron a Estados Unidos para aprender a bailar. Aun estando en los Estados Unidos, en el 2017 entrenaron en "The Academy" durante tres meses y participaron en World of Dance.
En el 2018 Minjae y Huijun participaron en el programa de supervivencia "The Fan". Win y Yechan participaron en el programa de supervivencia "Under Nineteen", Win se tuvo que retirar por problemas de salud.
En el año 2019, TOP Media lanzó en su canal de YouTube vídeos de cada uno de los integrantes finales: Castle J, BIC, Minjae, Huijun y WIN. En noviembre de 2019, TOP Media lanzó pequeña serie en YouTube llamada "MCND : We're COMING in LA" en la cual ellos realizaron un viaje hacia Estados Unidos. Durante la grabación de la serie, Los chicos de MCND estaban preparando su primer sencillo: "Top Gang" siendo este mismo en una primera instancia compuesto totalmente por Castle J y escrito con la ayuda de BIC y WIN, la versión final de este sencillo compuesta por Castle J, Zomay, Real-Fantasy y 오브로스, manteniendo buena parte de su letra original. MCND interpretó su primer sencillo en el programa "Music Bank" el 13 de diciembre. El MV oficial de "Top Gang" fue lanzado el 2 de enero de 2020.

### Debut con into the ICE AGE
El grupo debutó oficialmente en el 27 de febrero de 2020 con su miniálbum Into the ICE AGE junto a su lanzamiento del videoclip de su canción principal: Ice Age. El 28 de febrero se llevó a cabo su showcase debut en el Yes24 Live Hall de Seúl.

### Spring: Primer sencillo
El 9 de abril de 2020, el grupo regresó con "떠 (Spring)", su primer sencillo digital.

### Earth Age: primer miniálbum
El 20 de agosto, MCND regresa con Earth Age, un miniálbum de 5 canciones más un intro y un outro, que lleva como sencillo principal nanana.

### MCND Age: segundo miniálbum
El 8 de enero de 2021, MCND vuelve con 'MCND Age'. Éste contiene 6 canciones y lleva como canción principal "우당탕 (Crush)"

## Miembros
| Nombre artístico | Nombre artístico | Nombre real   | Nombre real | Fecha de nacimiento               | Lugar de nacimiento | Posición                                       | Ref           |
| Romanización     | Hangul           | Romanización  | Hangul      | Fecha de nacimiento               | Lugar de nacimiento | Posición                                       | Ref           |
| ---------------- | ---------------- | ------------- | ----------- | --------------------------------- | ------------------- | ---------------------------------------------- | ------------- |
| Castle J         | 캐슬제이         | Song Sung-Jun | 손성준      | 31 de mayo de 1999 (26 años)      | Corea del Sur       | Líder, rapero principal ,compositor, bailarín. | [ 13 ] [ 14 ] |
| BIC              | 빅               | Nam Seung-Min | 남승민      | 25 de abril de 2001 (24 años)     | Corea del Sur       | Rapero, sub vocalista y bailarín principal.    | [ 13 ] [ 14 ] |
| MinJae           | 민재             | Song Min-Jae  | 송민재      | 23 de agosto de 2003 (21 años)    | Corea del Sur       | Vocalista principal y centro.                  | [ 13 ] [ 14 ] |
| HuiJun           | 휘준             | Noh Hui-Jun   | 노휘준      | 7 de octubre de 2003 (21 años)    | Corea del Sur       | Vocalista principal y bailarín.                | [ 13 ] [ 14 ] |
| WIN              | 윈               | Bang Jun-Hyuk | 방준혁      | 19 de diciembre de 2004 (20 años) | Corea del Sur       | Bailarín, maknae, visual y rapero.             | [ 13 ] [ 14 ] |

## Discografía

### Miniálbumes
| Álbum                                                                                | Detalles                                                                                               | Posiciones | Ventas      |
| Álbum                                                                                | Detalles                                                                                               | KR         | Ventas      |
| ------------------------------------------------------------------------------------ | --- | ---------- | ----------- |
| into the ICE AGE                                                                     | - Lanzado: 27 de febrero de 2020 - Discográfica: TOP Media - Formatos: CD, digital download, streaming | 16         | KOR: 20,426 |
| "—" denota que no se encontraron en ninguna posición o no se publicaron en esa zona. | |            |             |